# Dorsale di Aden
La dorsale di Aden è una dorsale oceanica che fa parte del sistema di rift obliquo situato nel golfo di Aden, fra la Somalia, a sud, e la penisola araba, a nord. Il sistema di rift demarca il margine divergente tra le placche tettoniche somala e araba, estendendosi tra la zona di frattura di Owen, nel mar Arabico, e la tripla giunzione di Afar, nel golfo di Tagiura, nella Repubblica di Gibuti.
Il golfo di Aden è diviso, da est a ovest, in tre distinte regioni da parte di altrettante grandi discontinuità: le faglie trasformi di Socotra, di Alula Fartak e di Shukra-El Shiek. In particolare la faglia di Alula Fartak e la faglia di Shukra-El Shiek delimitano la regione centrale, ossia la dorsale di Aden. Questa dorsale connette la dorsale di Sheba, nella regione orientale del golfo, con la dorsale di Tagiura, nella regione occidentale.  A causa del suo sviluppo obliquo, la dorsale di Aden è fortemente segmentata, lungo il suo corso sono infatti presenti sette faglie trasformi a scorrimento laterale destro che ne dislocano i segmenti verso nord.

## Origine del sistema di rift
La formazione del sistema di rift del golfo di Aden è iniziata nel tardo Eocene - primo Oligocene (circa 35 milioni di anni fa), a causa del distacco della placca araba dalla placca africana a una velocità di circa 2 cm/anno. Tale formazione ha poi dato il via, nel tempo, all'accrescimento del fondale marino, iniziato circa 18 milioni di anni fa nei pressi della faglia trasforme di Owen e poi propagatosi verso occidente alla velocità di circa 14 cm/anno fino ad arrivare alla creazione della faglia di Shukra-El Shiek, 6 milioni di anni, e poi infine terminare in corrispondenza della tripla giunzione e del mantle plume di Afar (e quindi del relativo punto caldo).
Si pensa che proprio il punto caldo di Afar abbia fortemente contribuito alla formazione della dorsale di Aden grazie all'apporto di magma provienente da esso e incanalato al disotto della sottile litosfera del fondale del golfo di Aden.
Attualmente la dorsale di Aden sta estendendosi ad una velocità di circa 15 mm/anno.

## Segmentazione della dorsale di Aden
Se confrontata con le dorsali vicine, la dorsale di Aden risulta essere molto più segmentata. Basti pensare che, mentre la dorsale di Aden è intervallata nel suo percorso da sette faglie trasformi che, appunto, interrompono segmenti di dorsale con una lunghezza che va dai 10 ai 40 km, la dorsale di Sheba è intervallata solo da tre faglie trasformi e la dorsale di Tagiura procede praticamente senza soluzione di continuità fino alla tripla giunzione di Afar.
Nel 2001, Sauter e altri proposero in uno studio che le variazioni nella lunghezza dei segmenti attivi di dorsale fossero diretta conseguenza della velocità di accrescimento, cioè che i segmenti attivi erano tanto più lunghi quanto più bassa era la velocità con cui si allargavano. Tuttavia la differenza tra le velocità di accrescimento nelle varie regioni della dorsale, 18 mm/anno nella regione orientale e 13 mm/anno in quella occidentale, non era sufficiente a spiegare l'importante differenza tra la lunghezze dei segmenti delle varie dorsali.
Una probabile causa per la segmentazione della dorsale di Aden può essere trovata nella sua distanza dal punto caldo di Afar. La regione più occidentale del golfo di Aden, dove è situata la dorsale di Tagiura, infatti, ha mostrato una temperatura del mantello sottostante particolarmente elevata proprio in conseguenza alla sua vicinanza con il punto caldo di Aden, ciò dà ovviamente origine alla fusione di molto materiale della litosfera e quindi a un alto grado di magmatismo al di sotto della dorsale di Tagiura che fa sì che i segmenti attivi di quest'ultima possano essere lunghi e non intervallati da faglie trasformi.
La causa della differenza nella segmentazione tra la dorsale di Aden e la dorsale di Sheba andrebbe invece da ricercare nella diversa obliquità delle due dorsali. Mentre infatti la dorsale di Sheba si è formata parallelamente alla direzione della tranzione tra la litosfera oceanica e quella continentale (in inglese ocean-continent transition, OTC), i segmenti della dorsale di Aden si sono formati obliquamente ad essa e ciò ha fatto sì che, per una questione di stabilità, l'intera struttura richiedesse più faglie trasformi.